# Hidayet Türkoğlu
Hidayet "Hedo" Türkoğlu (Gaziosmanpaşa, Istanbul, 19. ožujka 1979.) turski je profesionalni košarkaš. Igra na poziciji niskog krila, a trenutno je član NBA momčadi Toronto Raptorsa. Izabrao ga je u 1. krugu (16.ukupno) NBA drafta 2000. Sacramento Kings.

## NBA
Izabrao ga je u 1. krugu (16.ukupno) NBA drafta 2000. Sacramento Kings. U svojoj drugoj godini bio je u užem izboru za šestog igrača sezone jer je ulazivši s klupe bilježio 10.1 poena, 4.5 skokova i 2 asistencije po utakmici. U sezoni 2002./03. mijenjan je u San Antonio Spurse. U razmjeni igrača u kojoj su sudjelovala tri kluba, Brad Miller je iz Pacersa prešao u Kingse, dok su Pacersi od Kingsa dobili Scotta Pollarda i Danny Ferrya; Spursi su uz Türkoğlua još dobili i Rona Mercera iz Pacersa. U sezoni 2003./04. Hedo je postao slobodan igrač te je potpisao za Orlando. 4. travnja 2007. u utakmici postigao je učinak karijere od 39 poena. 28. travnja 2008., Hedo je dobio nagradu za igrača koji je najviše napredovao. Pomogao je Orlandu da ostvare 52 pobjede u sezoni s prosjekom od 19.5 poena, 5.7 skokova i 5 asistencija startajući u sve 82 utakmice. Sljedeće sezone je s Orlandom stigao do finala NBA lige u kojem su u pet utakmica poraženi od Los Angeles Lakersa. U prosjeku je postizao 16.8 poena, 5.3 skokova i 4.9 asistencija. Na kraju sezone 2008./09. odlučio je raskinuti ugovor s Orlandom godinu dana prije isteka na vlastitu štetu, kako bi postao slobodnim igračem i izabrao za sebe najbolju moguću ponudu.
4. srpnja 2009. Türkoğlu je potpisao petogodišnji ugovor vrijedan 60 milijuna američkih dolara za NBA momčad Toronto Raptorse.

## Privatni život
Hedo ima jedno dijete sa svojom ženom Banu, djevojčicu Elu koja je rođena 26. veljače 2009. godine.

## NBA statistika

### Regularni dio
| Godina    | Klub        | Odig. uta. | Uta. poč. | Min. | 2P%  | 3P%  | Sl. bac.% | Skok. | Asist. | Ukr. lop. | Blok. | Poena |
| --------- | ----------- | ---------- | --------- | ---- | ---- | ---- | --------- | ----- | ------ | --------- | ----- | ----- |
| 2000./01. | Sacramento  | 74         | 7         | 16.8 | .412 | .326 | .777      | 2.8   | .9     | .7        | .3    | 5.3   |
| 2001./02. | Sacramento  | 80         | 10        | 24.6 | .422 | .368 | .726      | 4.5   | 2.0    | .7        | .4    | 10.1  |
| 2002./03. | Sacramento  | 67         | 11        | 17.5 | .422 | .372 | .800      | 2.8   | 1.3    | .4        | .2    | 6.7   |
| 2003./04. | San Antonio | 80         | 44        | 25.9 | .406 | .419 | .708      | 4.5   | 1.9    | 1.0       | .4    | 9.2   |
| 2004./05. | Orlando     | 67         | 11        | 26.2 | .419 | .380 | .836      | 3.5   | 2.3    | .6        | .3    | 14.0  |
| 2005./06. | Orlando     | 78         | 59        | 33.5 | .454 | .403 | .861      | 4.3   | 2.8    | .9        | .3    | 14.9  |
| 2006./07. | Orlando     | 73         | 73        | 31.1 | .419 | .388 | .781      | 4.0   | 3.2    | 1.0       | .2    | 13.3  |
| 2007./08. | Orlando     | 82         | 82        | 36.9 | .456 | .400 | .829      | 5.7   | 5.0    | .9        | .3    | 19.5  |
| 2008./09. | Orlando     | 77         | 77        | 36.6 | .413 | .356 | .807      | 5.3   | 4.9    | .8        | .2    | 16.8  |
| Ukupno    |             | 678        | 374       | 27.9 | .428 | .385 | .801      | 4.2   | 2.7    | .8        | .2    | 12.3  |

### Doigravanje
| Godina    | Klub        | Odig. uta. | Uta. poč. | Min. | 2P%  | 3P%  | Sl. bac.% | Skok. | Asist. | Ukr. lop. | Blok. | Poena |
| --------- | ----------- | ---------- | --------- | ---- | ---- | ---- | --------- | ----- | ------ | --------- | ----- | ----- |
| 2000./01. | Sacramento  | 8          | 0         | 17.6 | .435 | .571 | 1.000     | 3.5   | 1.4    | .4        | .1    | 7.5   |
| 2001./02. | Sacramento  | 16         | 8         | 27.7 | .401 | .353 | .516      | 5.2   | 1.4    | .4        | .6    | 8.6   |
| 2002./03. | Sacramento  | 10         | 5         | 17.4 | .360 | .286 | .722      | 2.9   | 1.4    | 1.2       | .5    | 5.3   |
| 2003./04. | San Antonio | 10         | 10        | 27.1 | .321 | .333 | .611      | 4.5   | 1.5    | .9        | .1    | 7.7   |
| 2006./07. | Orlando     | 4          | 4         | 39.0 | .500 | .333 | .500      | 3.3   | 3.5    | 1.2       | 1.0   | 13.8  |
| 2007./08. | Orlando     | 10         | 10        | 39.9 | .447 | .286 | .848      | 6.4   | 5.5    | .8        | .2    | 17.5  |
| Ukupno    |             | 58         | 37        | 27.3 | .410 | .345 | .721      | 4.5   | 2.3    | .7        | .4    | 9.6   |

## Vanjske poveznice
- Službena stranica
- Profil na NBA.com